# Dragan Bokan
Dragan Bokan je biznismen i sportski funkcioner iz Crne Gore.

## Biografija

### Biznis
Osnovao je preduzeće Voli 1995. godine iz sopstvenih sredstava. Osnivač je i vlasnik preduzeća Voli Motors BMW i Mini prodajnog salona i servisnog BMW centra.
Prema određenim navodima, zaposlenima Volija je pod prijetnjom otkaza branjeno da uzmu učešća u mirnim protestima protiv kontroverznog Zakona o slobodi vjerispovjesti.
Tokom januara 2022. u magacinu Volija zaplijenjeno je nekoliko stotina kilograma kokaina. Prema riječima specijalnog državnog tužioca, ne postoji osnovana sumnja da je kompanija Voli umiješana u šverc kokaina.
Bavi se humanitarnim radom.

### Sport
Predsjednik je KK Budućnost. Aktivan je u organizaciji ABA Lige.
On je tokom 2021. kažnjen zbog prijetnji funkcionerima ABA lige a navedeno je da prijetio osvjetom i drugim pojedincima iz KK Crvena Zvezda.

## Nagrade
Dobitnik je nekoliko nagrada i priznanja, iz domena poslovnih dostignuća i doprinosa zajednici, kao što je The best Manager of Southeast and Central Europe for 2013, i nagrada Privredne komore za unapređenje menadžmenta.